# Szabó Dénes (faipari mérnök)
Szabó Dénes (Kolozsvár, 1910 – Budapest, 1993. december 24.) magyar gépészmérnök, egyetemi tanár. Pályája során főleg a faipar és fafeldolgozás gépészeti fejlesztésével foglalkozott, faipari gépek tervezése, továbbfejlesztése és kivitelezése terén is komoly eredményeket ért el; később a szakterület oktatásának egyik úttörője lett.

## Élete
Alkalmazotti családban született; apja pénzbeszedő volt egy biztosító intézetnél. Felsőbb tanulmányait a Budapesti Műszaki Egyetem jogelődjén végezte. ahol 1938-ban szerzett gépészmérnöki diplomát. Oklevelének megszerzése után előbb egy erdélyi fűrészüzemben lett gyakorló mérnök, majd a Rimamurányi Vasműnél tervezőmérnök gyakornok. 1941-től öt éven át a Weiss Manfréd Acél- és Fémműveknél üzemvezető mérnökként dolgozott. 1946-ban az Országos Munkabérmegállapító Bizottság faipari gépészeti szakértője lett, majd 1948-ban a Faipari Igazgatóság üzemszervezési vezetőjének nevezték ki. Oktatással már ebben az időben is foglalkozott: a Budapesti Műszaki Egyetem Gépészmérnöki Karán az esti tagozatos faipari képzés előadója volt.
1953-tól 1957-ig a Könnyűipari Tervező Iroda osztályvezető-helyettese volt, majd 1957-ben a Faipari Kutató Intézethez került, mint tudományos osztályvezető, 1959-ben pedig egyetemi tanári kinevezést kapott a Soproni Erdőmérnöki Főiskola akkor alakult Faipari Géptani Tanszékére; tisztségét 1979-ig töltötte be. Ő volt a főiskola (1962-től Erdészeti és Faipari Egyetem, ma Soproni Egyetem) Faipari Mérnöki Karának megszervezője és első dékánja is. Tagja volt a Faipari Tudományos Egyesületnek, azon belül az Oktatási Bizottság elnöke volt. Számos tudományos munkája jelent meg – ezek közül hárommal pályadíjat is nyert –, továbbá több faipari szakkönyvnek volt önálló szerzője, illetve társszerzője.

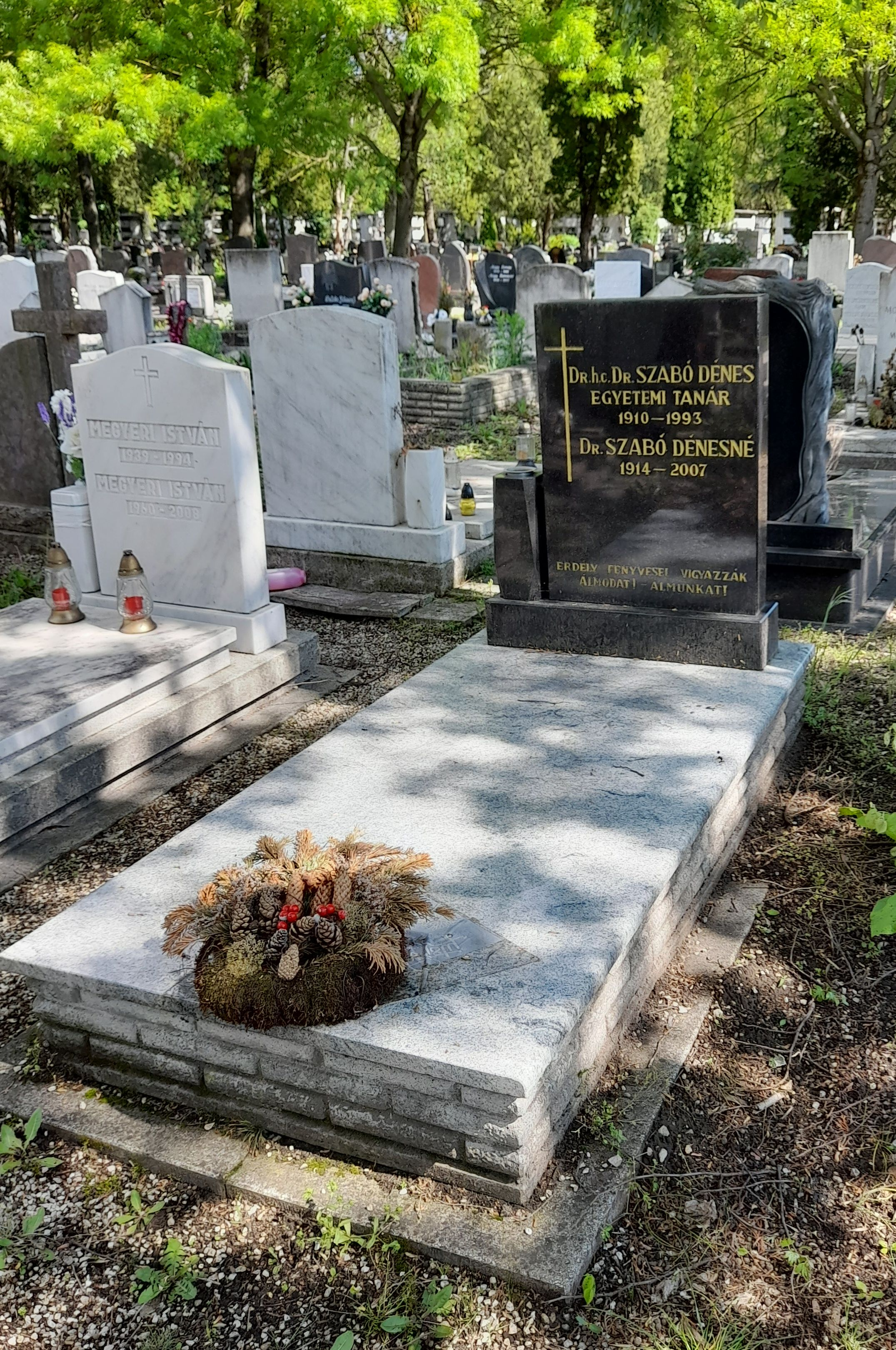
Sírja a budapesti Megyeri temetőben

## Elismerései
- Népköztársasági Érdemérem bronz fokozata (1952)
- Miniszteri dicsérő oklevél (1953)

## Magánélete
Felesége műszaki tisztviselő volt a Budapesti Vegyesípari Trösztnél; házasságukból három gyermek született.

## Emlékezete
- 2002 óta mellszobra áll a Soproni Egyetem területén, a márványoszlopon álló bronz alkotás Nagy Benedek műve.[2]